# Cingoli
Cingoli est une commune italienne d'environ 9 680 habitants (2022), située dans la province de Macerata, dans la région Marches, en Italie centrale.

## Histoire
Le premier noyau habité de la localité apparaît au IIIe siècle av. J.-C. Elle reçoit à l'époque romaine le nom de Cingulum, devient une cité agrandie et embellie par Titus Labienus, lieutenant de Jules César.
Cingoli accède au statut de libre commune au XIIe siècle, et voit alors se développer les activités commerciales, artisanales et artistiques.
La ville a été à partir de la fin du Ve siècle le siège d'un diocèse, avec à sa tête l'évêque saint Exuperatius de Cingoli, resté un des saints patrons de la ville. Ce diocèse disparaîtra avec les invasions lombardes, avant d'être rétabli en 1725 en association aeque principaliter à celui d'Osimo.

## Monuments et patrimoine
- Cathédrale de Cingoli

## Administration
| Période                                  | Période | Identité          | Étiquette  | Qualité                                |
| ---------------------------------------- | ------- | ----------------- | ---------- | -------------------------------------- |
| 1944                                     | 1951    | SALOMONI Giuseppe | Communiste | Charpentier et Résistant anti-fasciste |
| Les données manquantes sont à compléter. |         |                   |            |                                        |

### Communes limitrophes
Apiro, Appignano, Filottrano, Jesi, San Severino Marche, Staffolo, Treia

## Jumelages
- Aprilia (Italie) depuis 2004